# Oranienburg
Oranienburg er en by i Brandenburg i Tyskland, 35 kilometer nord for Berlin og huser pr. 2005 41.030 indbyggere. I 1936 indrettedes i byen én af første koncentrationslejre i Nazityskland, nemlig Sachsenhausen.
- Wikimedia Commons har flere filer relateret til Oranienburg